# Rinconada de los Ángeles
Rinconada de los Ángeles es una localidad de México ubicada en el municipio de Mineral de la Reforma, en el estado de Hidalgo. Se encuentra conurbada a Pachuca de Soto y pertenece su zona metropolitana.

## Historia
El 30 de octubre de 2005 se reconoce como localidad.

## Geografía
Se encuentra en la región geográfica de la Cuenca de México (Valle de Tizayuca). Le corresponden las coordenadas geográficas 20° 01’ 43.87” de latitud norte y 98° 42’ 52.162” de longitud oeste, con una altitud de 2347 m s. n. m. Cuenta con un clima semiseco templado.

En cuanto a fisiografía se encuentra dentro de la provincia del Eje Neovolcánico, dentro de la subprovincia de Lagos y Volcanes de Anáhuac; su terreno es de llanura y lomerío. En lo que respecta a la hidrografía se encuentra posicionado en la región del Pánuco, dentro de la cuenca del río Moctezuma, en la subcuenca de río Tezontepec.

## Demografía
En 2020 registró una población de 6754 personas, lo que corresponde al 3.33 % de la población municipal. De los cuales 3278 son hombres y 3476 son mujeres. Tiene 1989 viviendas particulares habitadas.
| Gráfica de evolución demográfica de Rinconada de los Ángeles entre 2005 y 2020                              |
| |
| Población de los censos y conteos del Instituto Nacional de Estadística y Geografía (INEGI) de 2000 a 2010. |